# Hygronemobius stellatus
Hygronemobius stellatus är en insektsart som beskrevs av Desutter-grandcolas 1993. Hygronemobius stellatus ingår i släktet Hygronemobius och familjen syrsor. Inga underarter finns listade i Catalogue of Life.